# Úlfr Sebbason
Úlfr Sebbason un escaldo de Noruega en el siglo IX. Skáldatal le menciona como un poeta de la corte del rey Harald I de Noruega.
Su obra no se ha conservado. Skálda saga Haralds konungs hárfagra menciona un refrán de su autoría que fue copiado por Auðunn illskælda, otro escaldo de Harald, en un drápa sobre el monarca que le valió el apodo de illskælda («mal poeta»).